# Convento de San Hipólito
El convento de San Hipólito fue un antiguo convento de Nueva España fundado en el siglo XVI, hoy solamente un inmueble histórico ubicado en el Centro de la Ciudad de México. Ha fungido como hospital psiquiátrico, refugio de piratas durante la Colonia y de insurgentes durante la Independencia de México, sede de la Inquisición, Vecindad y actualmente el recinto se encuentra protegido por el INBA. 

## Construcción
Fue construido durante las primeras décadas de la Nueva España. Apenas cuarenta y seis años después de la caída de México-Tenochtitlan, se decretó el establecimiento, al lado de la ya edificada ermita advocada a San Hipólito en recuerdo del triunfo sobre los naturales el 13 de agosto de 1521, del Hospital de San Hipólito. La iniciativa de dicho proyecto fue emprendida por Fray Bernardino Álvarez Herrera, perteneciente a la orden del Mártir San Hipólito de la Caridad, quien había llegado de España con tan sólo veinte años de edad. Después de ciertos avatares de la vida que lo llevaron preso a Filipinas, de donde escapó para irse a Perú y donde juntó riqueza, por fin retornó a la Nueva España y, al parecer, influenciado por las cartas de su madre, gran devota católica, optó por dedicarse a la caridad y al auxilio de los más necesitados, por lo que pasó algunos años ayudando los hospitales de la Nueva España establecidos por fray Juan de Zumárraga. Una vez obtenido el beneplácito del entonces arzobispo fray Alonso de Montufar y del virrey en turno Martín Enríquez de Almansa, pudo fundar dicho Hospital en el año de 1567 en el cruce de las actuales Avenida Hidalgo y Paseo de la Reforma (debemos tomar en cuenta que el edificio que hoy conocemos no fue edificado en el año que se señala sino que fue construido con el paso de las décadas al igual que el templo.

## Historia
Esta obra de fray Bernardino era sólo un comienzo pues más adelante fundaría una serie de nosocomios en Puebla, Oaxtepec, Veracruz y Acapulco. Su característica principal fue ofrecer apoyo y atención a una amplia población de personas necesitadas y que hasta cierto grado parecían indeseables: vagabundos, personas en extrema pobreza, ancianos, peregrinos, etc., que no alcanzaban a ser admitidos o eran rechazados por otros hospitales ; pero sin lugar a dudas lo que le valió un reconocido lugar en la Historia de México fue la aceptación y dedicación a los enfermos de mente débil, o, en términos actuales, padecían de sus facultades mentales o, más prejuiciosamente, presentaban signos de locura. Con el paso del tiempo los hermanos de la caridad y su nosocomio fueron centrando más su atención a este tipo de aquejados; por tal motivo se le ha considerado el primer hospital “psiquiátrico” no sólo en lo que sería el territorio mexicano, sino también de Hispanoamérica. No debemos olvidar que se atendía a los internos de acuerdo a las creencias y conocimientos de su tiempo, y por ello el Hospital se ubicaba al lado del templo del Patrono de México, pues estaba dedicado a la salvación de las almas a través de la palabra de Dios. El doce de agosto de 1584 a la edad de setenta años falleció fray Bernardino.
Pero además parece haber alojado a personas que habían violado la ley. Un curioso ejemplo aconteció durante la segunda mitad del siglo XVI, precisamente al poco tiempo de haberse fundado el Hospital. En septiembre de 1568 una serie de barcos piratas ingleses, al mando del traficante de esclavos africanos John Hawkins en la que también viajaba el conocido Francis Drake, arribaron al puerto de Veracruz con el objetivo de obtener víveres y demás cosas útiles. Al día siguiente de su entrada a Veracruz llegó desde España la flota que conducía al cuarto virrey de Nueva España, Martín Enríquez de Almansa. Llegaron a un acuerdo para que el corsario dejara entrar a la flota española. Según la historiografía inglesa, el virrey no cumplió su palabra de dejarles reparar sus barcos y avituallarse. La historiografía española resalta la calidad de ilegalidad del corsario. Se produjo una batalla en la que los barcos ingleses fueron quemados y hundidos con excepción de aquel en el que huyó Drake y otro con Hawkins y gran cantidad de marinos. Durante su huida tuvieron que abandonar a un cierto número de tripulantes, quienes se adentraron en la región del norte de Veracruz y al llegar a Tampico fueron capturados por las autoridades y remitidos a la capital de la Nueva España. En lo que se esperaba su juicio, algunos fueron recluidos a distintos hospitales. Una vez juzgados, unos fueron a parar a la hoguera, otros a las galeras, la mayoría recibieron azotes pero otros más se les sentenció a prestar ayuda y trabajar dentro del Hospital de San Hipólito.
Entre los siglos XVI y XVIII el Hospital parece haber obtenido renombre entre las demás instituciones acordes por sus compasivas y bondadosas obras, sobre todo si consideramos que en su tiempo aparecía ante los ojos de las autoridades y los habitantes como reformador. Naturalmente, la presencia de enfermos mentales contribuyó a la dedicación de los hermanos y, con la llegada y avance de la ciencia, proporcionó un paso considerable para el tratamiento de este tipo de agravados. Así lo atestigua el hecho de que en la segunda mitad del siglo XVIII el virrey Bucareli haya decidido prestar ayuda y contribuir a las necesidades materiales del edificio así como al sustento económico de los ocupantes; recordemos que en ese entonces, como la mayoría de hospitales fundados por órdenes religiosas, el Hospital de San Hipólito vivía de la limosnas y caridad de las gentes. A pesar de ello pudo mantenerse constante tanto en presencia como en avances médicos.
Como es de suponer, el caos de la lucha por la Independencia tuvo su efecto sobre este inmueble y lo único que sabemos es que para no caer en ruina la administración tuvo que pasar a las autoridades de la recién nación Mexicana una vez llegado el año de 1821, debido a la supresión de las órdenes mendicantes. El Hospital siguió funcionando sobre todo durante la intervención estadounidense, donde auxilió tanto a soldados como a ciudadanos pero no por ello abandonó su esencia. La transición hacia una nueva política nacional también repercutió en él. Los nuevos paradigmas médicos, provenientes sobre todo de Francia, habían sido adoptados y con ello se dio un avance en la ciencia Médica. Por tales razones, el Hospital de San Hipólito fungió también como centro de enseñanza durante algún tiempo. Entre 1851 y 1852 fungió como espacio para enseñanza, práctica y eventos del Colegio de Medicina, antes de que este se estableciera en definitiva en el edificio de la Santa Inquisición en 1854. Nuevamente, durante las turbulencias de la Revolución de Ayutla, la Guerra de Reforma y el Imperio de Maximiliano I de México, el nosocomio padeció altas y bajas, pero siguió siendo reconocido como lugar especializado en enfermos mentales. A finales de esta centuria se añadieron a su arquitectura una serie de motivos que evocaban dos episodios fundamentales de la historia mexicana: el arquitecto Damián Ortiz colocó en el ángulo exterior del muro del atrio tanto el episodio de la Noche triste del 30 de junio de 1520 como el de la caída de Tenochtitlán el 13 de agosto de 1521. 
No fue sino hasta el efecto modernizador y estabilizador social causado por las décadas del gobierno de Porfirio Díaz que inmueble dejó de dedicarse a los enfermos mentales e incluso se viera perjudicado físicamente con la elaboración de nuevas calles y avenidas. Sin duda el factor determinante fue el proyecto del Manicomio General de la Castañeda inaugurado en 1910, institución que tenía como fin ser el centro innovador de la atención médica a enfermos mentales, aplicando las nuevas teorías y métodos más eficaces. A partir de ahí el Hospital pasó a ser un lugar abandonado y con el paso de los años fue hogar de mendigos y desahuciados, algunos pagaban renta congelada. Podría decirse que habitaba el mismo tipo de gente que hacía tres siglos, pero ahora sin algún la ayuda y preocupación que tanto lo había caracterizado.

## Rescate
En 1996, año que terminaron las rentas congeladas, el inmueble fue rescatado e iniciaron los trabajos de restauración en manos del Instituto Nacional de Bellas Artes con capital Público y Privado.